# Graphiurus walterverheyeni
Graphiurus walterheyeni és una espècie de mamífer rosegador de la família dels lirons. És endèmic de la República Democràtica del Congo. S'assembla a G. crassicaudatus, una espècie més grossa, i G. lorraineus, que viu a la mateixa zona i té una mida similar. El seu pelatge dorsal és uniformement de color marró vermellós, mentre que el ventral és de color gris. El seu nom específic, walterverheyeni, li fou assignat en honor del mastòleg belga Walter Verheyen.